# Jeuss
Jeuss (toponimo tedesco) è una frazione di 415 abitanti del comune svizzero di Morat, nel Canton Friburgo (distretto di Lac).

## Storia

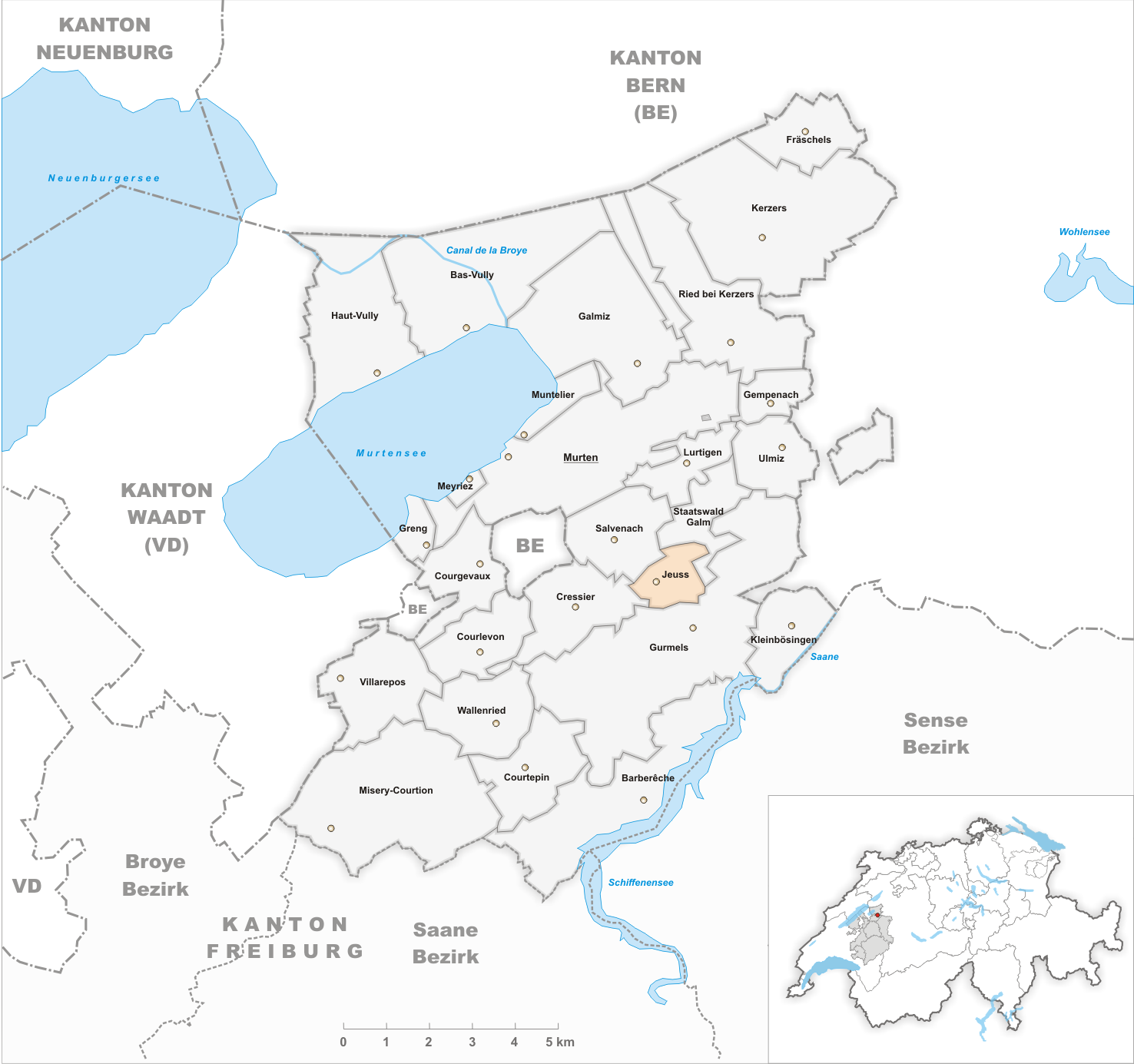
Il territorio del comune di Jeuss prima degli accorpamenti comunali del 2016

Già comune autonomo che si estendeva per 1,77 km², il 1° gennaio  2016 è stato accorpato a Morat assieme agli altri comuni soppressi di Courlevon, Lurtigen e Salvenach.

## Società

### Evoluzione demografica
L'evoluzione demografica è riportata nella seguente tabella:
Abitanti censiti

## Amministrazione
Ogni famiglia originaria del luogo fa parte del comune patriziale che ha la responsabilità della manutenzione di ogni bene comune.